# Дейбер Кайседо
Дейбер Кайседо (ісп. Déiber Caicedo, нар. 25 березня 2000, Барбакоас) — колумбійський футболіст, нападник клубу «Депортіво Калі».

## Клубна кар'єра
Народився 25 березня 2000 року в місті Барбакоас. Вихованець футбольної школи клубу «Депортіво Калі». 4 лютого 2018 року в матчі проти «Енвігадо» він дебютував у чемпіонаті Колумбії. 15 лютого в поєдинку проти клубу «Бояка Чіко» Дейбер забив свій перший гол за «Депортіво Калі».

## Виступи за збірну
2017 року у складі юнацької збірної Колумбії до 17 років взяв участь у юнацькому чемпіонаті світу в Індії, де зіграв у трьох матчах і забив гол у грі проти США (3:1).
У складі молодіжної збірної Колумбії до 20 років поїхав на молодіжний чемпіонат світу 2019 року у Польщі, на якому відзначився голом у матчі групового етапу з Таїті (6:0).

## Статистика виступів

### Статистика клубних виступів
| Сезон             | Команда           | Чемпіонат         | Чемпіонат | Чемпіонат | Національний кубок | Національний кубок | Національний кубок | Континентальні кубки | Континентальні кубки | Континентальні кубки | Інші змагання | Інші змагання | Інші змагання | Усього | Усього | Усього |
| Сезон             | Команда           | Ліга              | Ігор      | Голів     | Ліга               | Ігор               | Голів              | Ліга                 | Ігор                 | Голів                | Ліга          | Ігор          | Голів         | Ігор   | Голів  |        |
| ----------------- | ----------------- | ----------------- | --------- | --------- | ------------------ | ------------------ | ------------------ | -------------------- | -------------------- | -------------------- | ------------- | ------------- | ------------- | ------ | ------ | ------ |
| 2018              | «Депортіво Калі»  | A                 | 12        | 1         | КК                 | 0                  | 0                  | ПАК                  | 0                    | 0                    |               | -             | -             | 12     | 1      |        |
| 2019              | «Депортіво Калі»  | A                 | 13        | 1         | КК                 | 0                  | 0                  | ПАК                  | 0                    | 0                    |               | -             | -             | 13     | 1      |        |
| Усього за кар'єру | Усього за кар'єру | Усього за кар'єру | 25        | 2         |                    | 0                  | 0                  |                      | 0                    | 0                    |               | -             | -             | 25     | 2      |        |

## Титули і досягнення
- Переможець Боліваріанських ігор: 2017